# Давиденко Валентина Іванівна
Валенти́на Іва́нівна Давиде́нко (Осипе́ць) (5 квітня 1955, Леськи) — українська поетеса, перекладачка, журналістка, художниця. Заслужений журналіст України (1998).

## Біографія
Народилася 5 квітня 1955 року в селі Леськи Черкаського району Черкаської області.
Закінчила факультет журналістики Київський державний університет ім. Т. Г. Шевченка у 1977 році. Після закінчення університету працює в системі радіо і тележурналістики. Головна редакторка Головної редакції публіцистичних програм ТВО радіо «Голос Києва» КДРТРК. Авторка і ведуча популярних мистецьких програм радіо «Голос Києва».
Зарубіжна консультантка від України міжнародного літературного Інтернет-журналу «Formafluens» (Рим).
Член Національної спілки письменників України, Національної спілки журналістів України. Заслужений журналіст України. Лавреатка літературних премій ім. Бориса Нечерди, Володимира Свідзінського, Дмитра Нитченка. Має Орден Св. Великомучениці Варвари КП УПЦ.

## Творчість